# Oshkosh Corporation

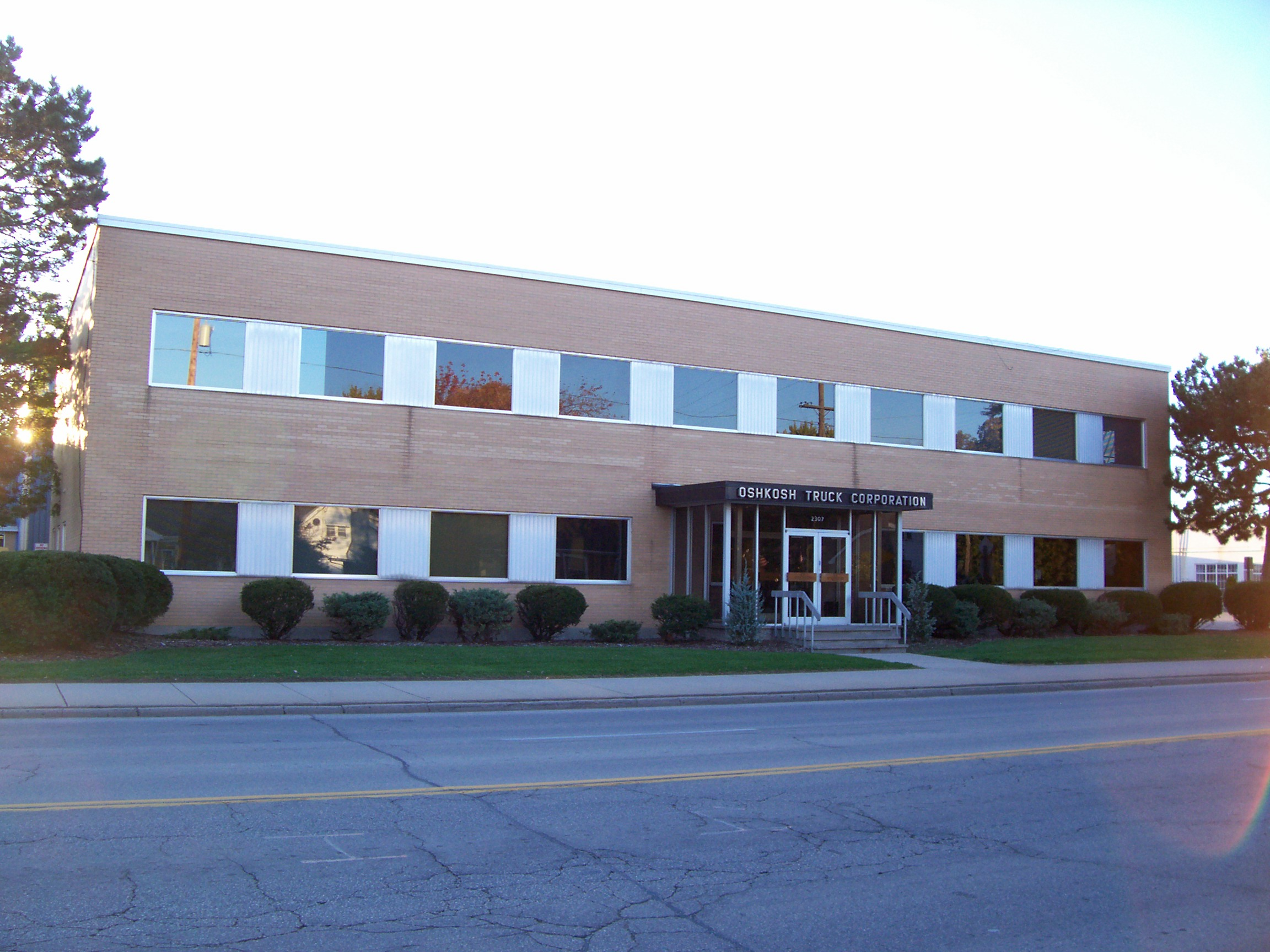
Штаб-квартира Oshkosh Corporation

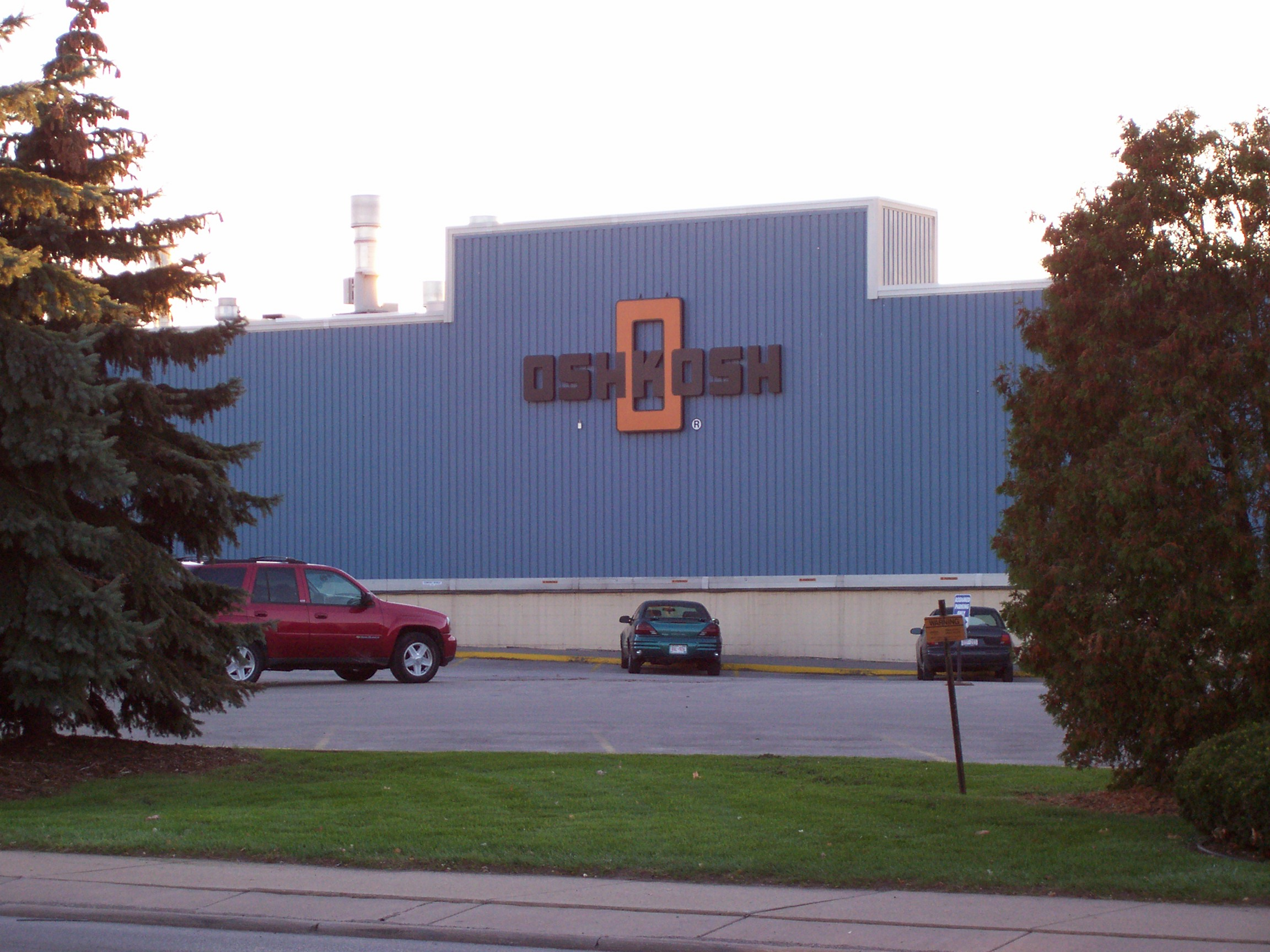
Завод Oshkosh

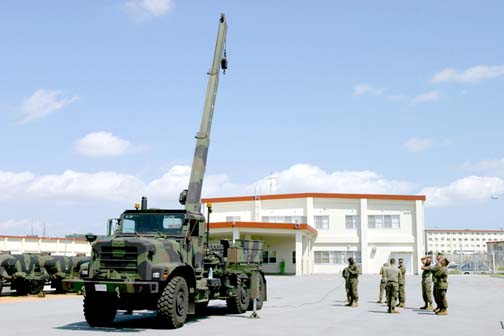
Евакуатор MK-36 із самонавантажувачем (сімейство середніх тактичних транспортних засобів)

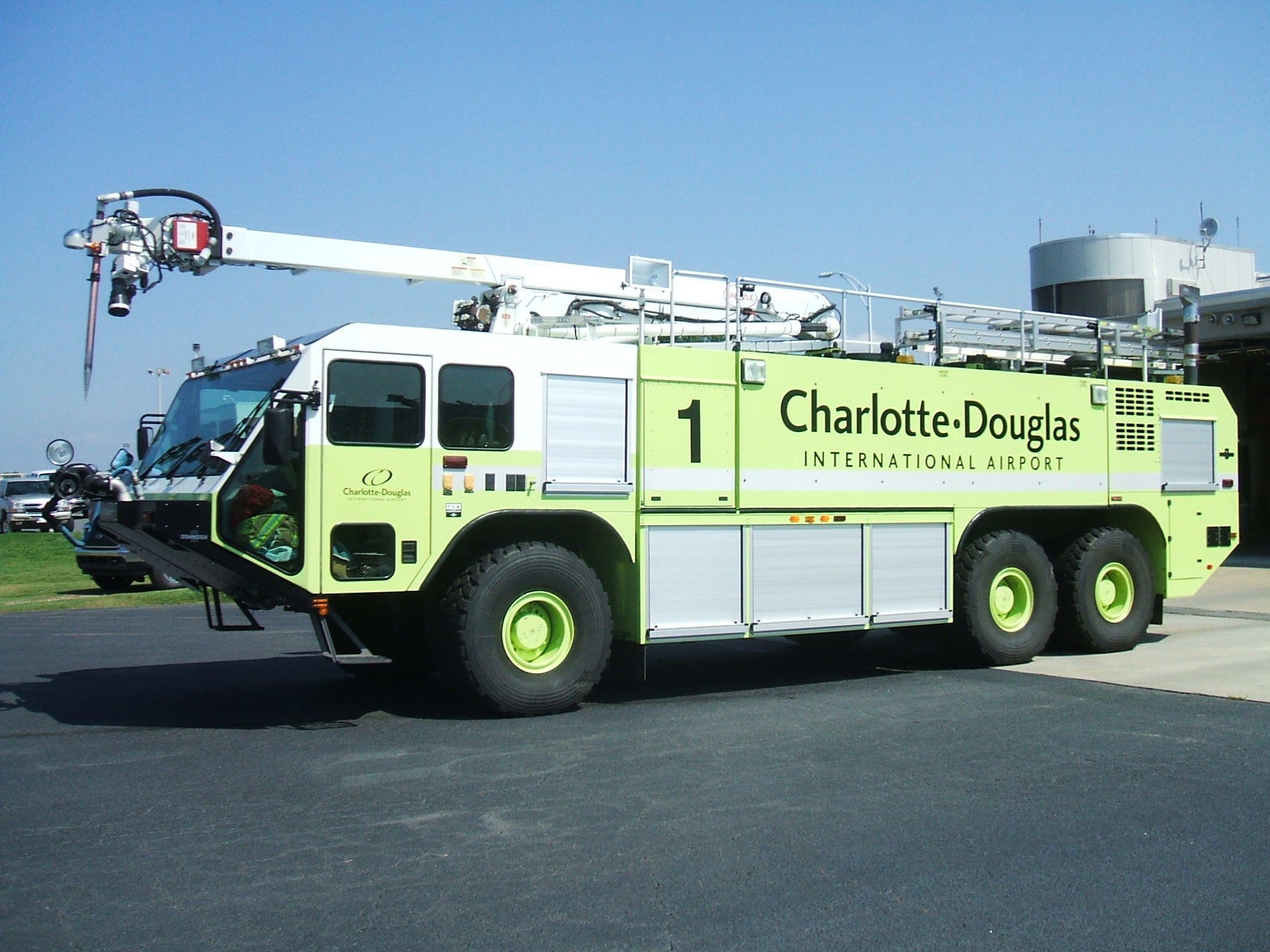
Oshkosh Striker 6х6 із телескопічною стрілою-маніпулятором для брандспойта із наконечником SNOZZLE®

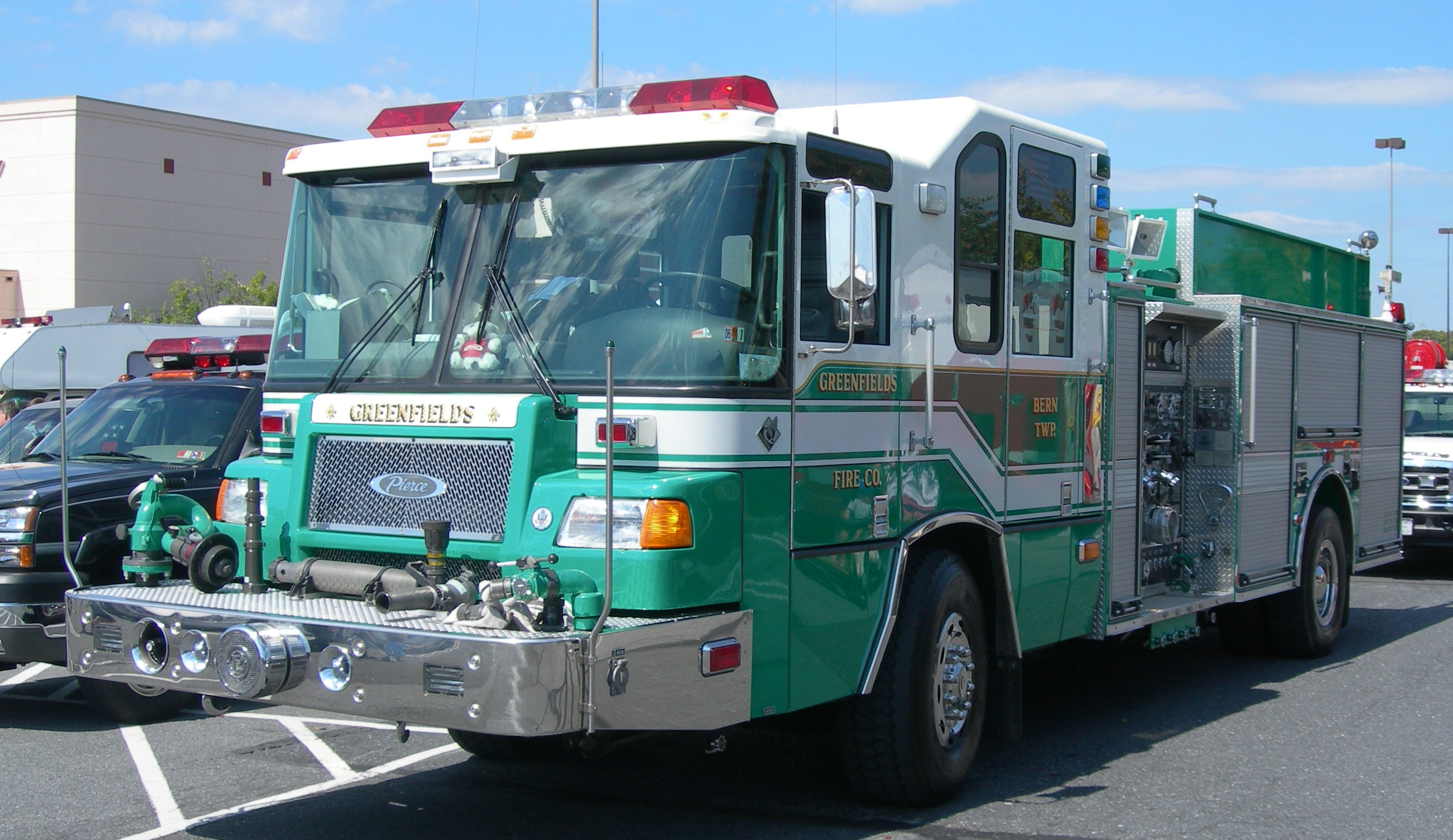
Pierce Quantum Pumper. Модель 1999-го року

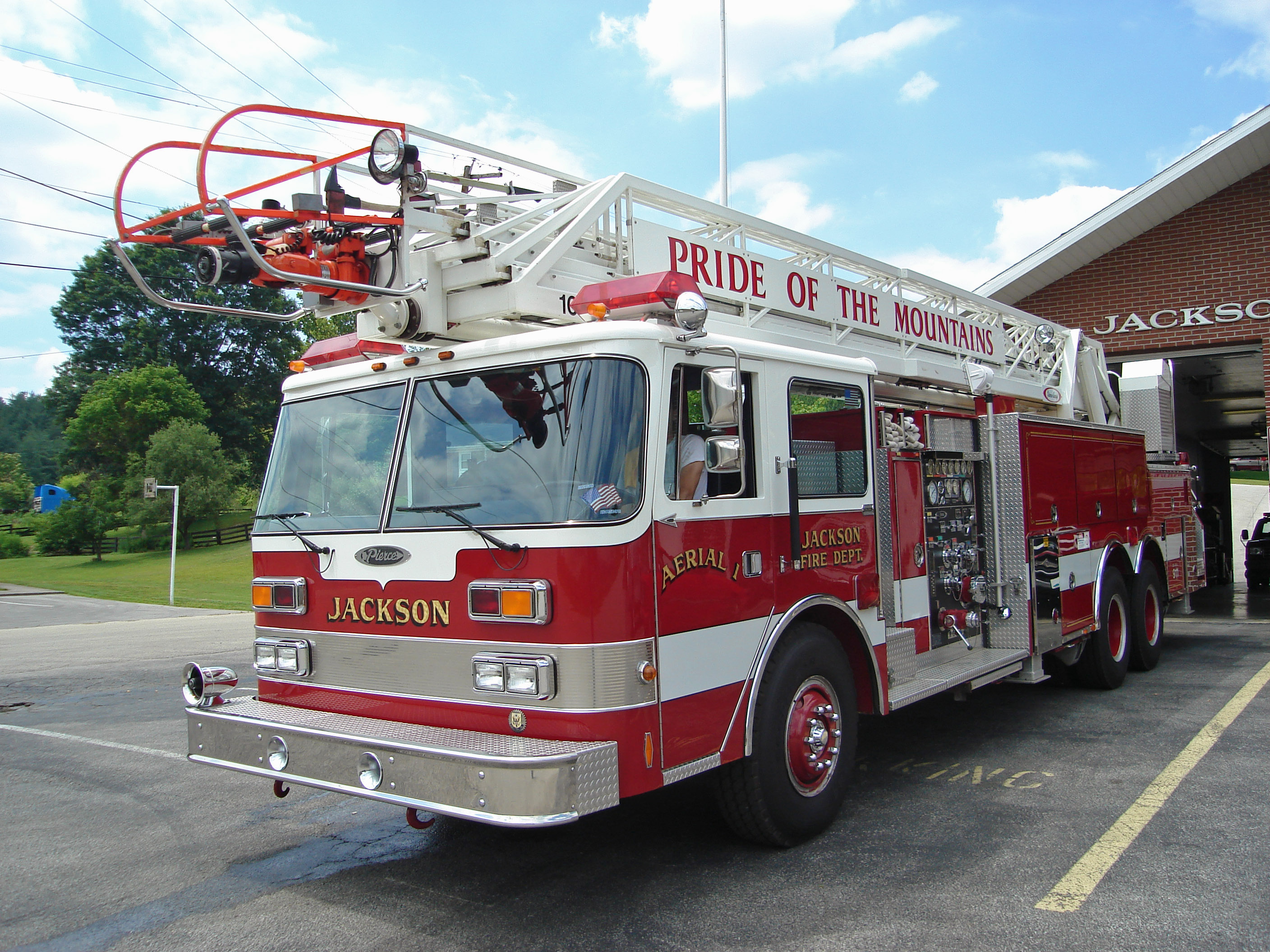
Pierce Arrow із кабіною 105'

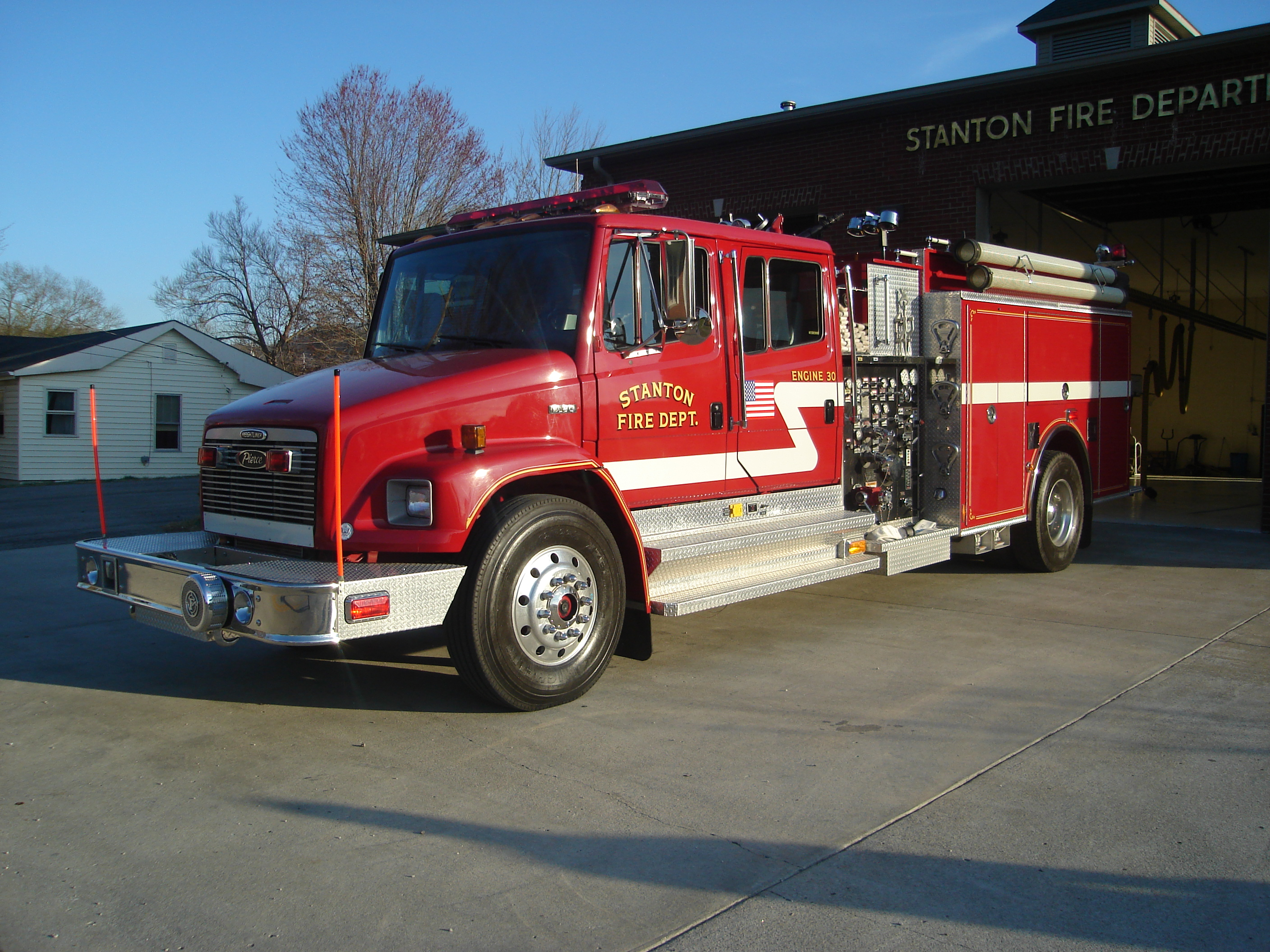
Пожежний автомобіль з обладнанням Pierce, змонтованим на базі Freightliner із подовженою кабіною

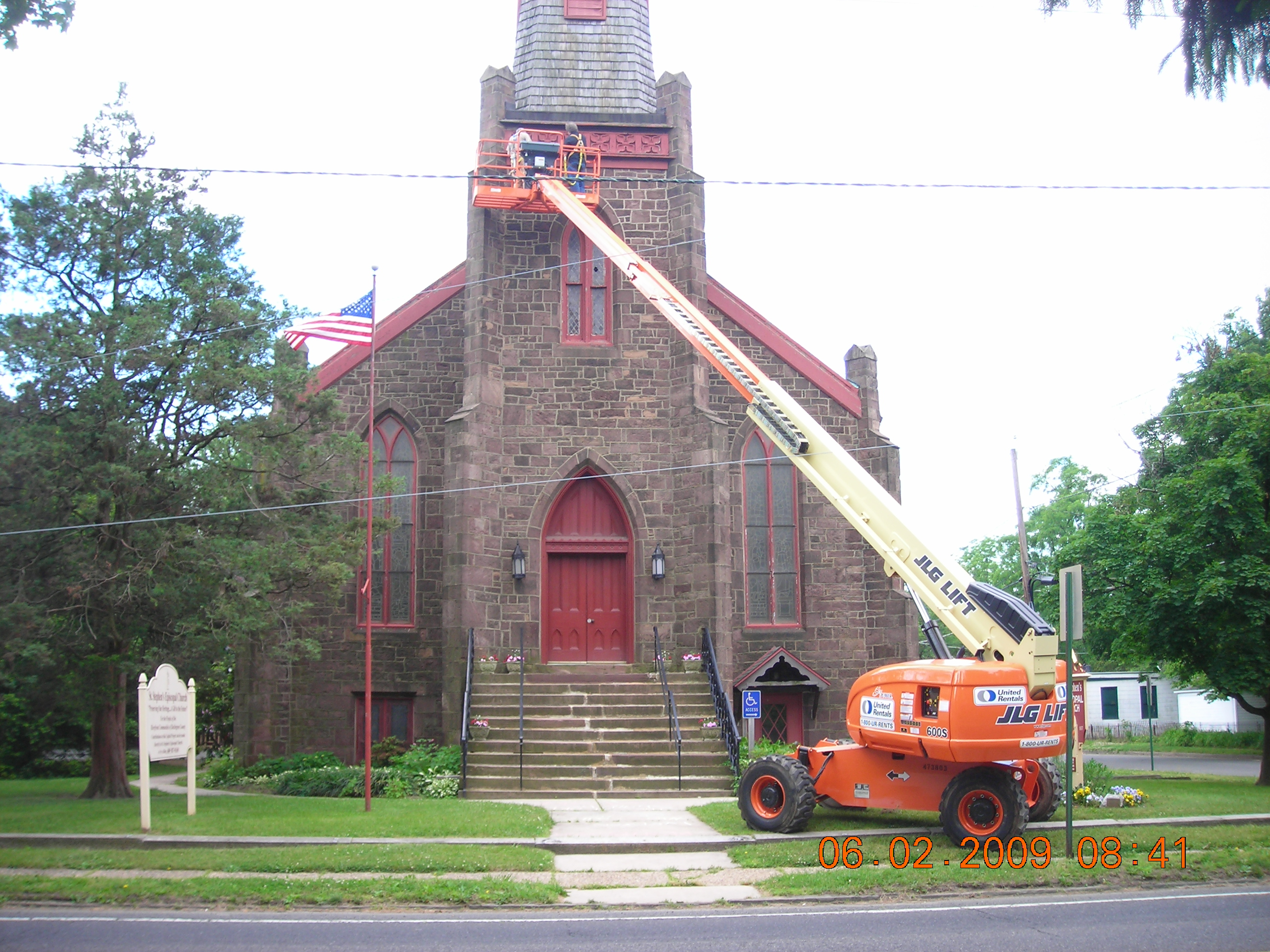
Підіймач JLG з робочою платформою

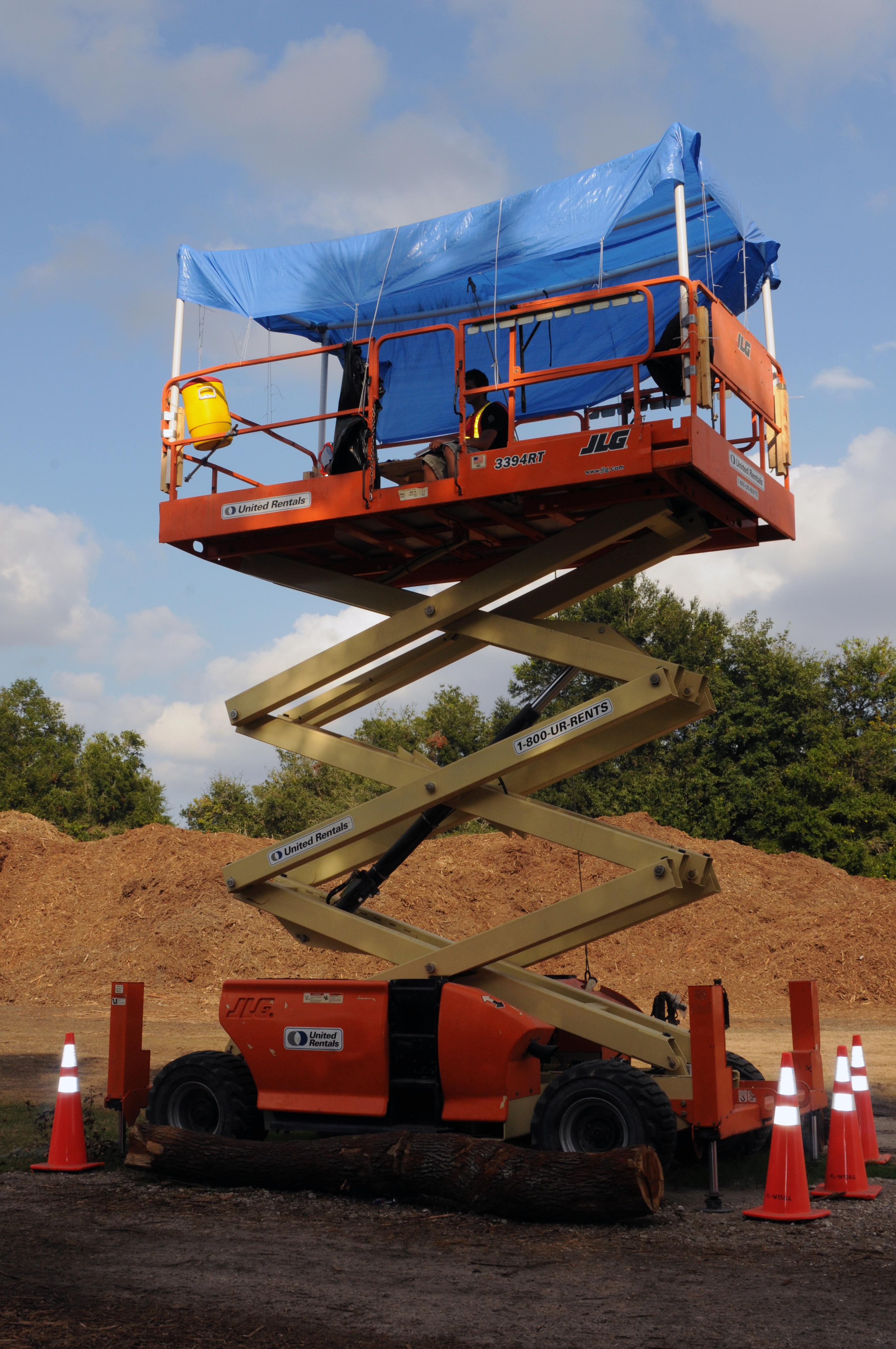
Ножицевий ліфт JLG

Oshkosh Corporation, колишня Oshkosh Truck — американська індустріальна компанія, яка разом із дочірніми компаніями, які до неї входять, проєктують і виробляють спеціальні транспортні засоби, автомобільні шасі підвищеної прохідності, автонавантажувачі, самонавантажувачі, підіймачі, підйомні крани, військову техніку, пожежні автомобілі, автомобілі швидкої медичної допомоги та автомобілі технічної допомоги і евакуатори, снігоприбиральну і сміттєприбиральну техніку, а також інші види й типи спеціальних транспортних засобів та обладнання для них. Діяльність і продукцію компанії можна розділити на чотири основні напрямки: продукція оборонного та військового призначення; пожежегасіння та безпека; підіймальне і навантажувальне обладнання; комерційні спеціалізовані транспортні засоби.

## Коротка історія
Заснована в 1917 році як Wisconsin Duplex Auto Company, компанія була створена, для виробництва повноприводних вантажівок великої вантажопідйомності. Вже після виробництва першого прототипу компанія почала швидко розвиватися. Це була перша повноприводна вантажівка з приводом на усі чотири колеса, відома сьогодні як «Стара Бетсі», яка, як і раніше, належить корпорації Oshkosh, і знаходяться на одному із складальних заводів у місті Ошкош. Автомобіль, як і раніше, працює і часто використовується у демонстраціях і парадах.
Вже у 1918 році компанія змінила назву на Oshkosh Motor Truck Manufacturing Company.
У 1930-му компанія знову змінила назву на Oshkosh Motor Truck Company, Inc.
Під час Другої світової війни компанія отримала військові замовлення і розпочала виробництво продукції оборонного та військового призначення, що було значним стимулом розвитку і становлення компанії.

### Хронологія основних придбань
- 1996 — Pierce Manufacturing Inc.
- 1998 — McNeilus Companies Inc.
- 1999 — Kewaunee Fabrications LLC
- 2001 — TEMCO
- 2004 — Jerr-Dan Corporation
- 2005 — CON-E-CO
- 2005 — London Machinery Inc.
- 2006 — IMT (Iowa Mold Tooling)
- 2006 — JLG Industries

## Основні виробничі потужності компанії
Компанія Oshkosh Corporation та її підрозділи Oshkosh Specialty Vehicles і Oshkosh Trailer Division, а також дочірні компанії, що до неї входять, виробляють продукцію під торговими марками Oshkosh, Pierce, JLG, McNeilus, Jerr-Dan, Frontline, CON-E-CO, London, IMT та під іншими брендами, якими вони володіють. Виробничі підрозділи та представництва компанії і її дочірніх підрозділів розташовані в багатьох країнах світу, і налічують більше 12 000 співробітників. Виробничі підрозділи та дочірні компанії знаходяться у:
- США Oshkosh Corporation. Штаб-квартира та заводи у м. Ошкош, що у штаті Вісконсин;
- США Oshkosh Specialty Vehicles LLC. Штаб-квартира та завод у м. Епплтон, що у штаті Вісконсин;
- США Oshkosh Trailer Division. Штаб-квартира та завод у м. Брейдентон, що у штаті Флорида;
- США Pierce Manufacturing Inc. Штаб-квартира у м. Епплтон, що у штаті Вісконсин. Заводи знаходяться у:
  - м. Епплтон, штат Вісконсин;
  - м. Каліспелл, штат Монтана;
  - м. Брейдентон, штат Флорида;
- США McNeilus Truck and Manufacturing Inc. Штаб-квартира та завод у м. Додж-Сентер, штат Міннесота;
- США Jerr-Dan Corp. Штаб-квартира та завод у м. Гейґерстаун, штат Меріленд;
- США Temco Mfg Inc. Штаб-квартира та завод у м. Форт-Морган, штат Колорадо;
- США JLG Industries Inc. Штаб-квартира та основний завод у м. Макконнеллсбург, штат Пенсільванія;
  -  ПАР JLG Ind.. Штаб-квартира та завод у м. Еденглен;
  -  Австралія JLG Industries (Australia) Ltd. Штаб-квартира та завод у м. Порт-Макворі, штат Новий Південний Уельс;
  -  Бельгія JLG Manufacturing (Europe) Bvba. Штаб-квартира та завод у м. Маасмехелен, провінція Лімбург;
  -  Франція JLG. Штаб-квартира та завод у м. Фоє, департамент Лот і Гаронна;
  -  Румунія JLG. Штаб-квартира та завод у м. Медіаш, повіт Сібіу;
  -  КНР JLG. Штаб-квартира та завод у м. Тяньцзінь.

## Основна продукція та бренди

### Продукція оборонного та військового призначення
- Oshkosh Defense:
  - легкі тактичні транспортні засоби;
  - середні тактичні транспортні засоби;
  - важкі тактичні транспортні засоби.
- JLG:
  - грейферні підіймачі та навантажувачі ATLAS;
  - вилочні підіймачі та навантажувачі ATLAS II;
  - вилочні навантажувачі Millenia Military Vehicle (MMV);
  - вилочний спеціалізований підіймач-навантажувач EIRV.

### Пожежегасіння та безпека
- Oshkosh Airport Products:
  - легкі пожежні і рятувальні автомобілі на шасі комерційних автомобілів;
  - середні та важкі пожежні і рятувальні автомобілі Striker підвищеної прохідності на шасі власного виробництва із застосуванням інтелектуальної незалежної підвіски з приводом на усі колеса TAK-4i™.
- Pierce Manufacturing:
  - спеціалізовані шасі для пожежних і рятувальних автомобілів:
    - Arrow XT™;
    - Velocity™;
    - Impel™;
    - Quantum®;
    - Saber®;

  - пожежні і рятувальні автомобілі на спеціалізованих шасі як власного виробництва, так і на шасі комерційних автомобілів інших виробників, та обладнання, яке на них монтують:
    - цистерни із насосними станціями та системами формування піни;
    - пожежні рукави і брандспойти із різними типами наконечників і сопел;
    - стріли та маніпулятори для брандспойтів;
    - телескопічні пожежні драбини;
    - рятувальні підйомники та ліфти;

  - мобільні амбулаторії та автомобілі швидкої медичної допомоги;
  - мобільні станції радіозв'язку;
  - транспортні автомобілі та евакуатори.
- JERR-DAN:
  - платформи стандартної, середньої і великої вантажності та обладнання, призначені для завантаження, транспортування і евакуації пошкоджених чи несправних автомобілів та іншої техніки;
  - евакуатори стандартної, середньої та великої вантажності;
  - евакуатори-перекидачі (англ. Rotator).

### Підіймальне та навантажувальне обладнання
- JLG:
  - мобільні стрілові ліфти із робочими платформами;
  - мобільні і пересувні стрілові і телескопічні ліфти із робочими платформами;
  - телескопічні підйомники-навантажувачі під торговими марками JLG®, SkyTrak® та Lull®;
  - персональні пересувні ліфти.
  - ножицеві підіймальні платформи з приводом від електродвигунів та від двигунів внутрішнього згоряння;

### Продукція комерційного призначення
- McNeilus:
  - бетономішалки, змонтовані на автомобільних шасі;
  - сміттєвози із:
    - фронтальними, задніми, боковими самозавантажувальними механізмами;
    - грейферними самозавантажувальними механізмами;
    - пневматичним пресувальним механізмом;
- JLG:
  - комерційні одновісні та двовісні причепи Triple-L®;
  - комерційні причепи з пониженою висотою платформ Power Deck®.

## Продукція, яку виробляє безпосередньо компанія Oshkosh Corporation та її підрозділи

### Oshkosh Defense
Oshkosh Defense є одночасно і брендом і напрямком діяльності Oshkosh Corporation, що знаходиться у м. Ошкош, штат Вісконсин і проектує, випробовує та виробляє транспортні і технічні засоби військового призначення. Компанія традиційно є лідером в галузі проектування і виробництва незалежних підвісок із повним приводом. Автомобілі компанії оснащені інтелектуальною незалежною підвіскою з приводом на усі колеса TAK-4i™, яка надає найкращі можливості для прохідності, маневреності із забезпеченням високих швидкісних характеристик та стійкості. Основна продукція компанії:

#### Легкі тактичні транспортні засоби

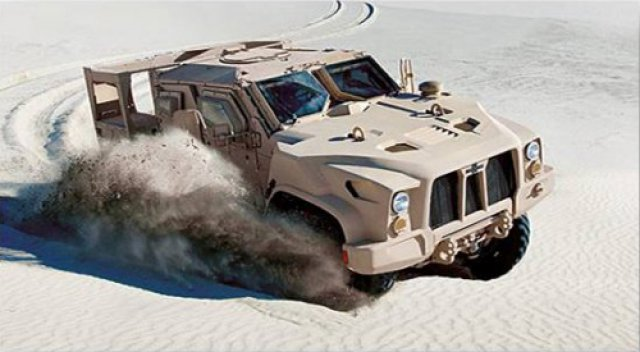
Легкий бойовий тактичний всюдихід L-ATV

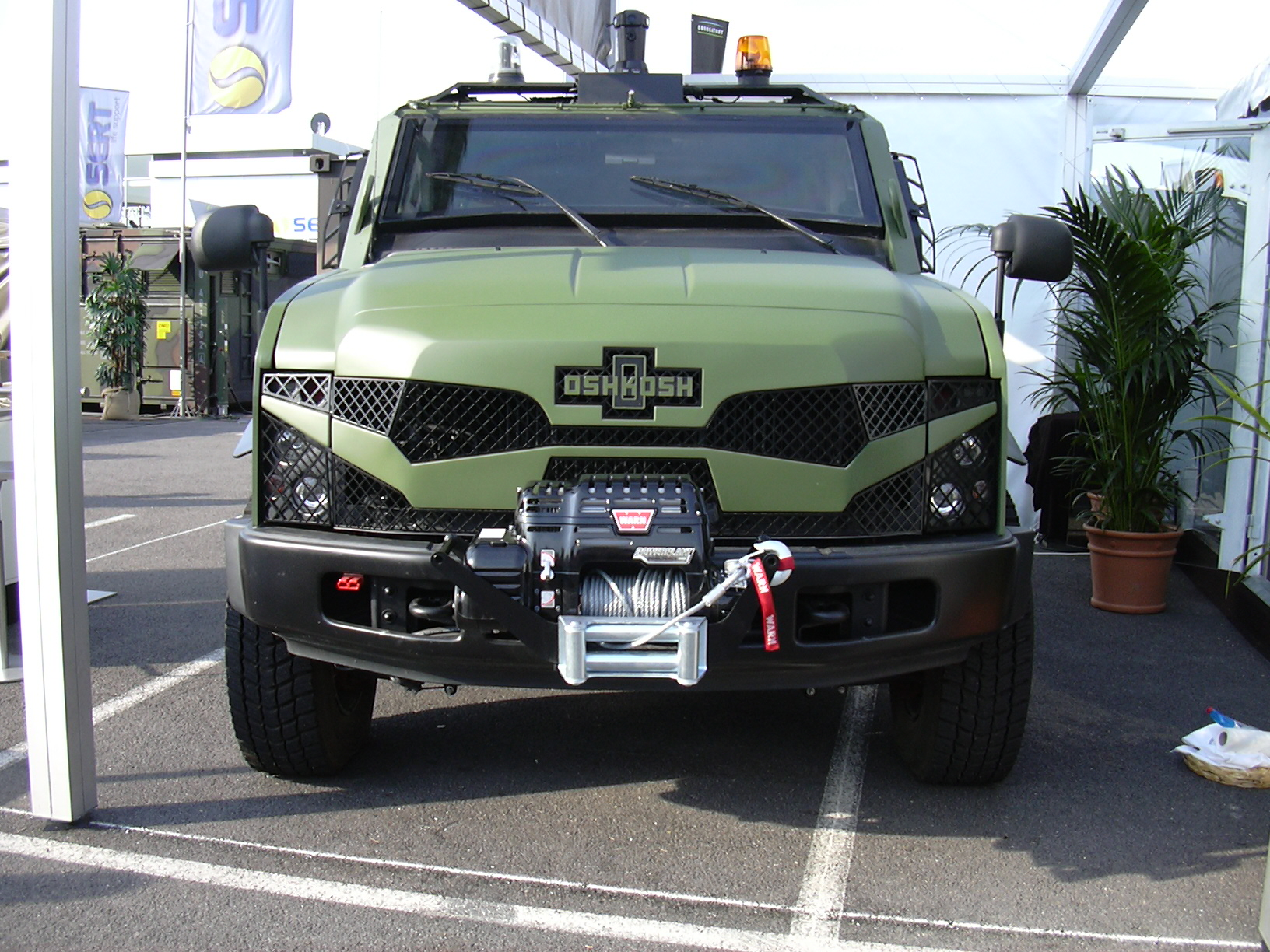
Легкий броньований автомобіль Oshkosh Sandcat

- L-ATV — (англ. Oshkosh Defense® Light Combat Tactical All-Terrain Vehicle (L-ATV)), (укр. легкий бойовий тактичний всюдихід) — сімейство легких тактичних позашляхових транспортних засобів нового покоління, які розроблені за «Програмою розроблення нового легкого тактичного транспортного засобу загального призначення» збройних сил США. Компанія перемогла у програмі JLTV та отримала замовлення на виробництво автомобілів L-ATV, які повністю замінять HMMWV, що наразі перебувають на озброєнні збройних сил США[8].

Автомобілі L-ATV обладнані поліпшеною високоефективною броньованою системою захисту екіпажу, мають порівняно невеликі габаритні розміри, вагу та вдале компонування. Високоефективний гібридний двигун ProPulse® забезпечує необхідні тягово-швидкісні властивості із поєднанням високої економічності та низької токсичності. Інтелектуальна незалежна підвіска з приводом на усі колеса TAK-4i™ забезпечує найкращу прохідність і маневреність із поєднанням високих швидкісних характеристик та стійкості автомобіля в умовах бездоріжжя та в гористих місцевостях.
- SandCat — (англ. Oshkosh Defense® SandCat™), (укр. «Піщаний Кіт») — сімейство легких багатоцільових позашляхових броньованих транспортних засобів нового покоління, які також виробляються рядом інших американських і зарубіжних компаній. Завдяки своїм характеристикам і перевагам автомобілі SandCat успішно застосовуються військовими, службами безпеки, службами протидії тероризму, службами підтримання правопорядку, рятувальними службами, миротворцями тощо. В залежності від призначення, що обумовлює різний необхідний ступінь захисту, передбачено виробництво різних модифікацій.
- S-ATV — (англ. Oshkosh Defense® Special Purpose All-Terrain Vehicle (S-ATV)), (укр. всюдихід спеціального призначення) — сімейство надлегких тактичних позашляхових транспортних засобів нового покоління. Автомобілі S-ATV здебільшого задовольняють специфічні потреби військової розвідки і спеціальних завдань. Їхня система підвіски і привода поліпшені для забезпечення максимальної мобільності на екстремальних гірських ландшафтах. Зменшені габаритні розміри і вага надають можливість як зовнішнього, так і внутрішнього транспортування гелікоптерами.
- Модернізація HMMWV — (англ. High Mobility Multipurpose Wheeled Vehicle), (укр. високомобільний багатоцільовий колісний транспортний засіб). Модернізація полягає у оснащенні автомобілів інтелектуальною незалежною підвіскою з приводом на усі колеса TAK-4i™ (замість серійної), що суттєво покращує прохідність і маневреність із забезпеченням високих швидкісних характеристик та стійкості автомобіля в умовах бездоріжжя в гористих місцевостях.

#### Середні тактичні транспортні засоби

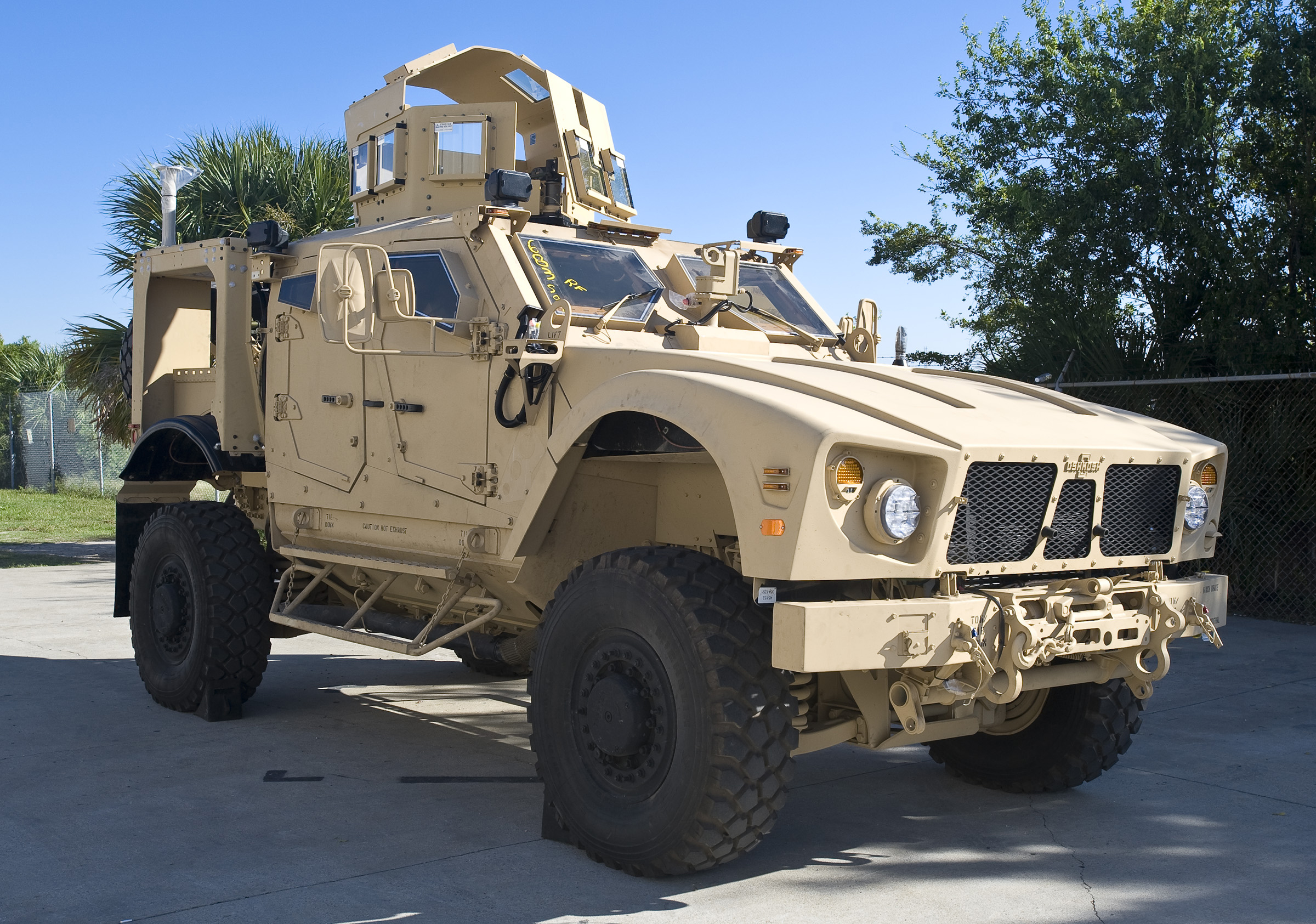
Всюдихід M-ATV із захистом від мін

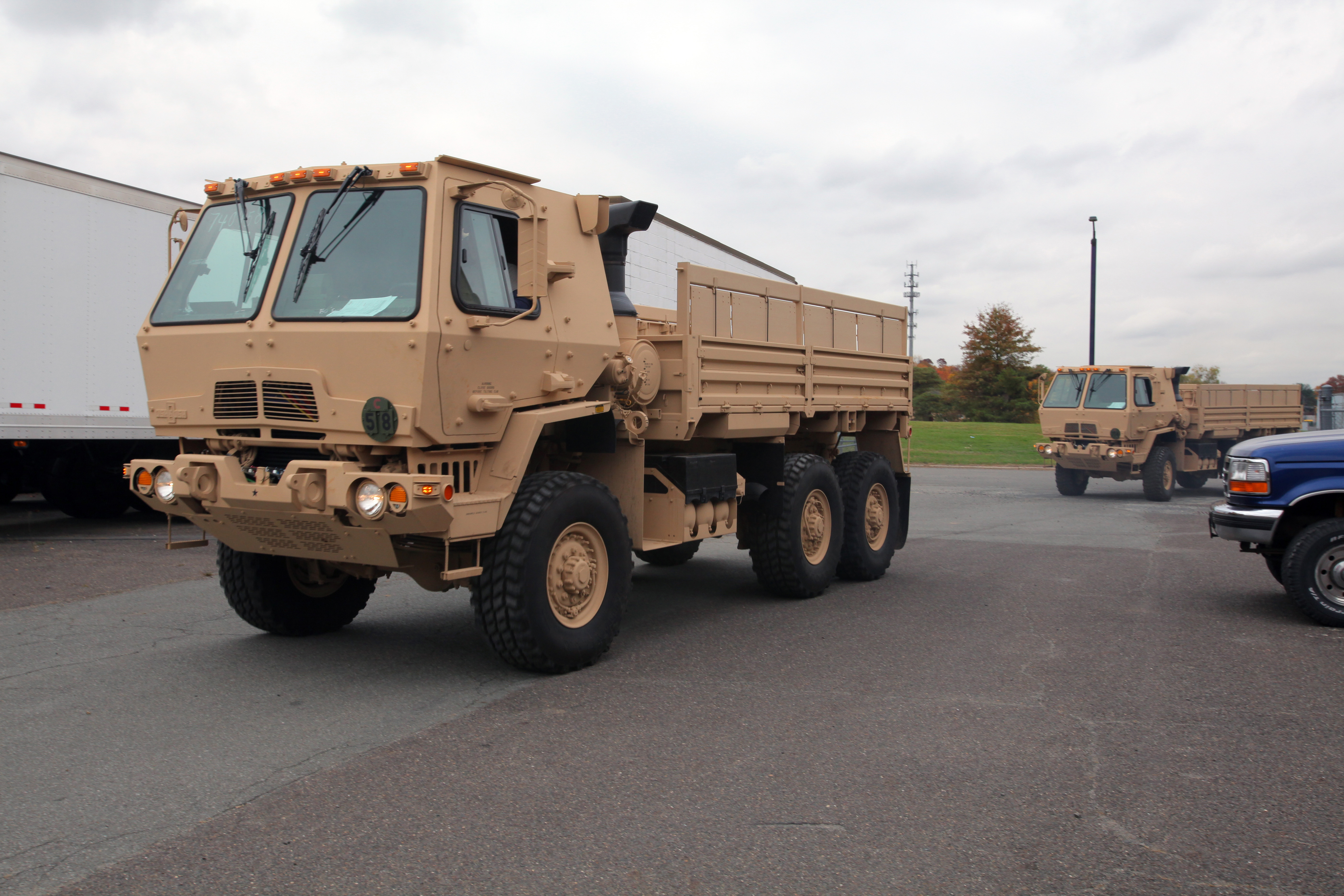
Транспортний FMTV

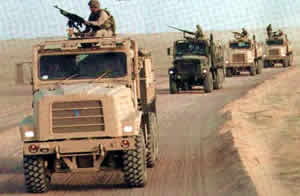
Конвой MTVR на марші в Іраку

- M-ATV — (англ. Oshkosh Defense® MRAP All-Terrain Vehicle (M-ATV)), (укр. захищений від мін і засідок всюдихід) — сімейство середніх тактичних позашляхових транспортних засобів нового покоління із поліпшеним броневим захистом, включаючи і захист від мін, до якого входять:
  - багатоцільові універсальні транспортні засоби;
  - транспортні засоби сил спеціального призначення;
  - тактичні автомобілі медичної допомоги;
  - сімейство спеціалізованих транспортних засобів:
    - командні пункти;
    - розвідувальні автомобілі;
    - автомобілі, призначені для буксирування;
    - автомобілі, призначені для підвезення боєприпасів на поле бою;
    - автомобілі для транспортування особового складу.
- FMTV — (англ. Oshkosh Defense® Family of Medium Tactical Vehicle (FMTV)), (укр. середній тактичний транспортний засіб) — сімейство середніх строєвих, транспортних і спеціальних тактичних транспортних засобів із броньованими кабінами та іншими системами захисту екіпажу, до якого входять:
  - строєві і транспортні бортові вантажівки (англ. Cargo), призначені для перевезення як особового складу, так і вантажів;
  - самоскиди (англ. Dump), призначені для перевезення сипучих вантажів а також, ґрунту і будівельних вантажів під час будівництва оборонних споруд;
  - самонавантажувачі (англ. Vehicle&Load Handling System (LHS)), призначені для самонавантажування/саморозвантажування контейнерів і вантажів, призначених для перевезення на платформах;
  - сідельні тягачі (англ. Truck), призначені для транспортування напівпричепів та платформ;
  - евакуатори (англ. Wrecker) та автомобілі технічної допомоги, призначені для надання технічної допомоги і евакуації з поля бою пошкоджених чи несправних транспортних засобів і військової техніки.
- MTVR — (англ. Oshkosh Defense® Medium Tactical Vehicle Replacement (MTVR)), (укр. середній змінний тактичний транспортний засіб) — сімейство середніх строєвих і транспортних тактичних позадорожніх транспортних засобів, які застосовуються як основний тягач для буксирування 155-мм гаубиць M777, постачання і перевезення палива і води а також для транспортування особового складу та різноманітного обладнання.
- MTT — (англ. Oshkosh Defense® Medium Tactical Truck (MTT)), (укр. середня тактична вантажівка) — середні тактичні транспортні засоби, надзвичайно мобільні, довговічні і надійні, які поєднують у собі як позадорожні, так і дорожні здатності. Автомобілі можуть долати 60% (30º) підйоми і зберігати стійкість на поверхнях із 30% (15º) боковим нахилом, будучи при цьому завантаженими до максимальної вантажопідйомності, та можуть долати брід глибиною 1,2 м. Вантажівки виготовляють у двох варіантах — із колісними формулами 4х4 та 6х6.

#### Важкі тактичні транспортні засоби

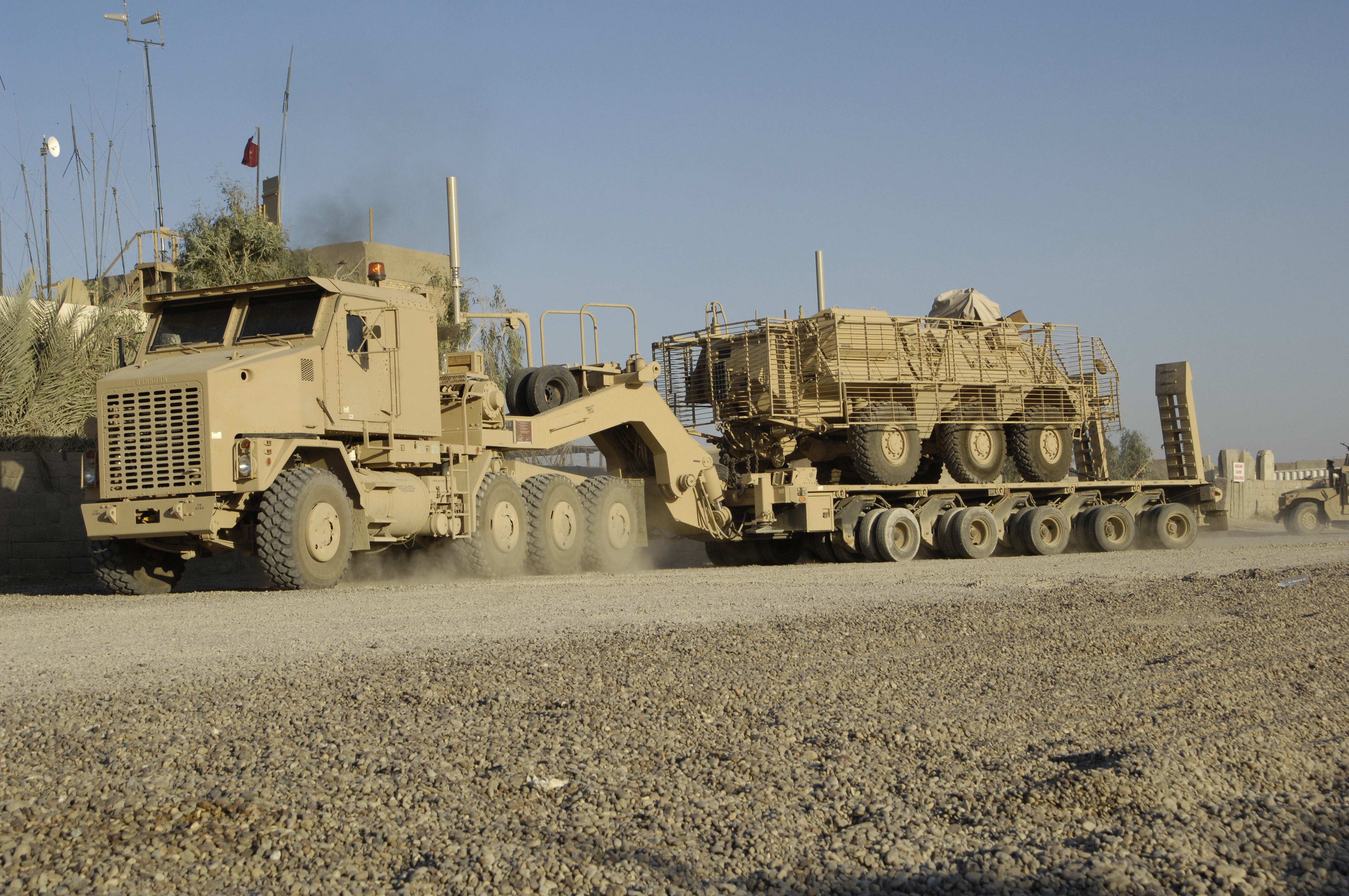
HETS транспортує транспортний засіб ядерної, біологічної та хімічної розвідки (Fox NBC-detection vehicle)

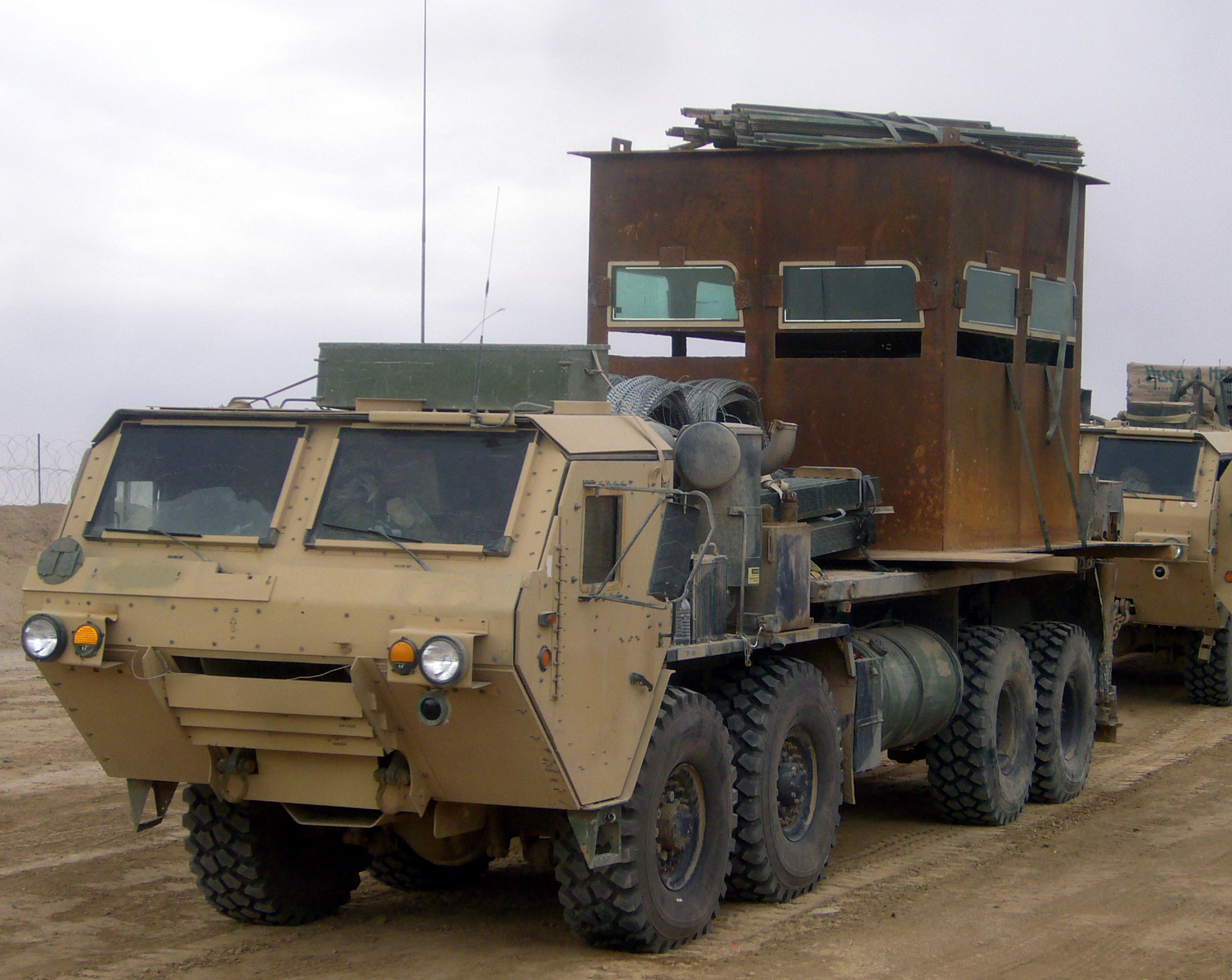
Колона HEMTT на марші в Іраку

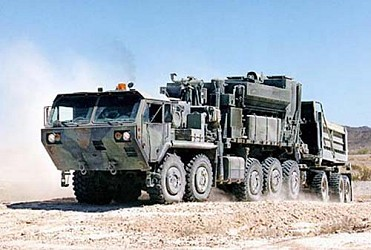
Система перевезень пакетованих вантажів (Palletized Load System (PLS)) у складі тягача M1075A1 та причепа M1076

- HETS — (англ. Oshkosh Defense® Heavy Equipment Transport System (HETS)), (укр. система транспортування важкого обладнання) — сімейство важких транспортних засобів із броневим захистом, призначених для швидкої доставки військової техніки (танків, бронетранспортерів, евакуаторів та автомобілів технічної допомоги) і військового спорядження в «гарячі точки». Такі транспортні системи зменшують зношування військової техніки за рахунок скорочення відстаней транспортування їх «свої ходом».
- HEMTT — (англ. Oshkosh Defense® Heavy Expanded Mobility Tactical Truck (HEMTT)), (укр. важкий транспортний засіб підвищеної мобільності) — сімейство важких мобільних тактичних позадорожніх транспортних засобів підвищеної прохідності із броневим захистом. Ці транспортні засоби здатні долати підйоми 60% (30º) та мають максимальну швидкість 105 км/год. Транспортні засоби обладнуються самонавантажувальними механізмами різних типів, що забезпечує можливість як само-навантаження/розвантаження, так і буксирування пошкоджених транспортних засобів у напів-піднятому стані. До цього сімейства входять:
  - пересувна електростанція, обладнана дизель-генераторною установкою змінного струму потужністю до 100 кВт, що може забезпечити електроенергією польовий шпиталь чи польову злітно-посадкову смугу;
  - транспортні автомобілі (англ. Cargo) із бортовою платформою, призначені для перевезення вантажів;
  - транспортні автомобілі із вантажною платформою без бортів, обладнані самонавантажувачем (англ. Vehicle&Load Handling System (LHS)), які призначені для самонавантажування/саморозвантажування контейнерів і вантажів, призначених для перевезення на платформах;
  - сідельні тягачі (англ. Truck), призначені для транспортування напівпричепів та платформ;
  - паливо-заправні транспортні засоби (англ. Fuel Servicing Truck (Tanker)), призначені для заправлення військової техніки паливом та для його транспортування;
  - евакуатори (англ. Wrecker) та автомобілі технічної допомоги, призначені для надання технічної допомоги і евакуації з поля бою пошкоджених чи несправних транспортних засобів і військової техніки.
- LVSR — (англ. Oshkosh Defense® Logistics Vehicle System Replacement (LVSR)), (укр. транспортний засіб логістичної системи) — сімейство важких транспортних засобів із броневим захистом, призначених для перевезення вантажів як на бортових, так і на відкритих вантажних платформах, та для евакуації пошкодженої чи несправної військової техніки, куди входять:
  - транспортні (англ. Cargo), з бортовими вантажними платформами, які призначені для перевезення військових вантажів;
  - транспортні з відкритими платформами, обладнані самонавантажувачем (англ. Load Handling System (LHS)), призначені для самонавантажування/саморозвантажування вантажів, пристосованих для перевезення на платформах;
  - евакуатори (англ. Wrecker) та автомобілі технічної допомоги, призначені для надання технічної допомоги і евакуації з поля бою пошкоджених чи несправних транспортних засобів і військової техніки.
- PLS — (англ. Oshkosh Defense® Palletized Load System (PLS)), (укр. система перевезень пакетованих вантажів) — сімейство важких транспортних засобів із броневим захистом, призначених для контейнерних перевезень і перевезень пакетованих вантажів як на бортових, так і на відкритих вантажних платформах, куди входять:
  - транспортні (англ. Cargo), з бортовими вантажними платформами, які призначені для перевезення пакетованих військових вантажів;
  - транспортні з відкритими платформами, обладнані самонавантажувачем (англ. Load Handling System (LHS)), призначені для самонавантажування/саморозвантажування контейнерів і пакетованих вантажів, які можна перевозити на платформах;
  - причепи (англ. Trailer), призначені для перевезення контейнерів і пакетованих військових вантажів.
- Whiled Tanker — (укр. колісний танкер) — сімейство важких паливо-заправних транспортних засобів підвищеної прохідності, призначених для заправлення військової техніки паливом та для його транспортування. Виробляються декілька модифікацій із різними ємностями цистерн-напівпричепів.

### Oshkosh Airport Products

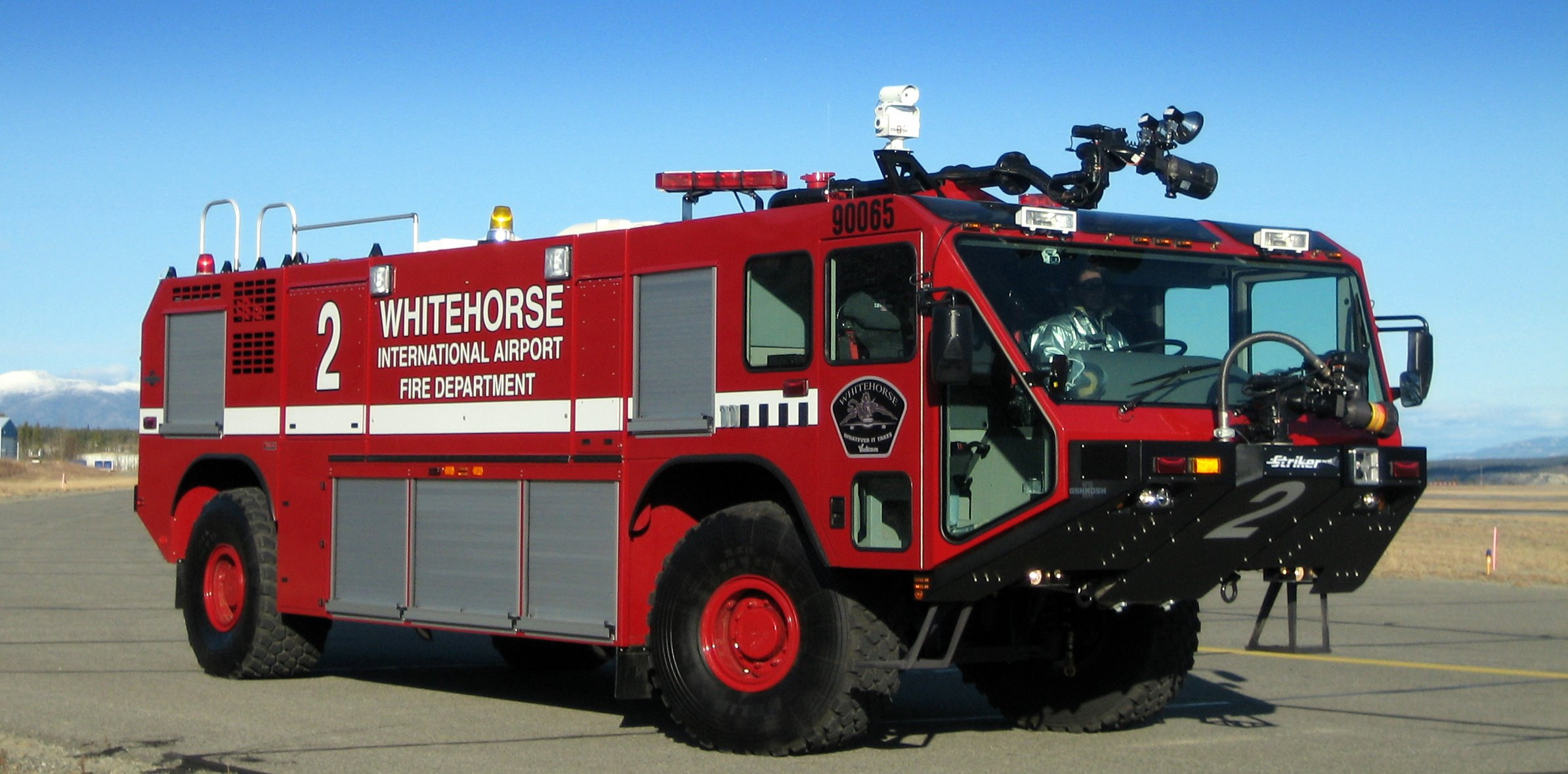
Oshkosh Striker в аеропорту міста Вайтхорс у Канаді

Oshkosh Airport Products — наступний бренд і напрямок діяльності компанії. Основною продукцією цього напрямку діяльності є спеціалізована автомобільна рятувальна техніка, призначена для забезпечення безпеки у нештатних ситуаціях в аеропортах. Сюди відносяться пожежна техніка, тягачі для транспортування пошкоджених літаків, рятувальні автомобілі, пристрої подавання води та або реагентів із запатентованими наконечниками SNOZZLE®, які здатні проникати в пасажирський салон, вантажні відділення і інші внутрішні структурні частини літака з метою безпосереднього подавання туди води та або реагентів, а також, інша техніка. До основної продукції відносяться:
- Stinger 04 — легкий пожежний автомобіль на шасі Ford Super Duty F550 4x4;
- Striker — сімейство пожежних автомобілів на шасі власного виробництва із застосуванням інтелектуальної незалежної підвіски з приводом на усі колеса TAK-4i™ із колісними формулами 4x4, 6x6 та 8x8.